# Okręty podwodne typu Rubis
Okręty podwodne typu Rubis – francuskie okręty podwodne z napędem atomowym przeznaczone do zwalczania żeglugi i innych okrętów podwodnych. Opracowane na początku lat 80. należą do najmniejszych okrętów z napędem atomowym. Po modernizacjach typ jest czasami opisywany jako typ Rubis-Améthyste lub typ Améthyste. Obecnie są zastępywane przez atomowe okręty podwodne typu Suffren.

## Historia
Prace nad nowym myśliwskim okrętem podwodnym z napędem atomowym rozpoczęły się we Francji na początku lat 60. XX wieku. Opracowany projekt jednostek o wyporności ok. 4000 ton został anulowany w 1968 na rzecz okrętów z napędem konwencjonalnym. W połowie lat 70. powrócono do koncepcji okrętu z napędem atomowym. Bazując na projekcie okrętów z napędem konwencjonalnych typu Agosta opracowano projekt małych okrętów o wyporności ok. 2600 t., wyposażonych w chłodzony wodą reaktor atomowy.
Budowa pierwszego okrętu, który otrzymał nazwę „Rubis” (S 601), rozpoczęła się 11 grudnia 1976. Wodowanie miało miejsce 7 lipca 1979, a wejście do służby 23 lutego 1983.
Piąty okręt typu, Améthyste, został wybudowany według zmodernizowanego projektu (nazwa, choć znaczy ametyst, to również skrót od Amelioration Tactique, Hydrondynamique, Silence, Transmissions, Ecoute).  Szósty i ostatni okręt również powstał według nowego projektu, a starsze okręty przeszły następnie modernizację do tego standardu.

## Zastosowanie
- W 1991 jeden okręt tego typu brał udział w działaniach związanych z wojną w zatoce.
- W 1999 okręty typu Rubis brały udział w działaniach na Morzu Śródziemnym w związku z kryzysem w Kosowie.
- Od 2002 okręty te zabezpieczają działania sił międzynarodowych w Afganistanie.

## Zbudowane okręty
| Okręty podwodne typu Rubis |                 |                      |                  |                   |              |
| Nazwa                      | Numer taktyczny | Rozpoczęcie budowy   | Wodowanie        | Wejście do służby | Modernizacja |
| Rubis                      | S 601           | 11 grudnia 1976      | 7 lipca 1979     | 23 lutego 1983    | 1992-1993    |
| Saphir                     | S 602           | 1 września 1979      | 1 września 1981  | 6 lipca 1984      | 1989 - 1991  |
| Casabianca                 | S 603           | 19 grudnia 1981      | 22 grudnia 1984  | 13 maja 1987      | 1993 - 1994  |
| Émeraude                   | S 604           | październik 1982     | 12 kwietnia 1986 | 15 września 1988  | 1994 - 1995  |
| Améthyste                  | S 605           | 31 października 1983 | 14 maja 1988     | 3 marca 1992      | -            |
| Perle                      | S 606           | 22 marca 1987        | 22 września 1990 | 7 lipca 1993      | -            |

## Wypadki
- 17 lipca 1993 podczas wynurzania się na powierzchnię Rubis zderzył się z przepływającym w pobliżu tankowcem.
- 30 marca 1994, gdy okręt Émeraude przebywał w zanurzeniu, doszło na jego pokładzie do awarii w rejonie turboalternatora, w wyniku czego zginęło 10 członków jego załogi.
- 12 czerwca 2020 na remontowanym w stoczni w Tulonie okręcie podwodnym Perle wybuchł pożar. Strażacy zdołali go ugasić pod 6 godzinach. Zniszczeniu uległy tory kablowe oraz poszycie okrętu.